# Команда 29
«Команда 29» — неформальное правозащитное объединение юристов и журналистов, ставящее своей целью сопротивление растущей закрытости государства в России. Начала работу в феврале 2015 года. Руководитель — адвокат Иван Павлов.

## История
Коллектив состоит преимущественно из бывших сотрудников Фонда свободы информации — некоммерческой организации, с 2004 года работавшей в сфере продвижения и защиты права на доступ к информации в России, которая в августе 2014 года была внесена в реестр НКО — «иностранных агентов». Деятельность без образования юридического лица в России позволила коллективу фонда продолжить свою работу, несмотря на давление государства на независимые гражданские инициативы.
Название команды отсылает к 29-й статье (о свободе мысли и слова, свободе прессы и запрете цензуры, праве свободно искать и распространять информацию и т. д.) действующей Конституции России, а также к 29-й главе Уголовного кодекса России (государственная измена, шпионаж, разглашение государственной тайны).

## Юридическая деятельность
- Прекращение уголовного дела многодетной матери Светланы Давыдовой, обвиненной в госизмене за звонок в посольство Украины[6].
- Обжалование указа президента Владимира Путина о засекречивании потерь вооруженных сил в спецоперациях в мирное время[7].
- Победа в судебном споре между экс-сотрудницей ООО «Интернет-исследования» (наиболее известного как «Фабрика троллей») и бывшим работодателем[8]. Судебное разбирательство стало катализатором привлечения общественного внимания к существованию явления интернет-пропаганды в России.
- Победа в Конституционном суде: юристы Команды 29 добились признания тайны усыновления не абсолютной[9].
- Дело Геннадия Кравцова, обвиненного в госизмене за отправку резюме в шведскую организацию. После апелляции в Верховном суде срок заключения был сокращен с 14 до 6 лет, что составляет половину от минимального срока, предусмотренного 275 статьей УК РФ («Государственная измена»). На данный момент дело выиграно в ЕСПЧ, национальные суды РФ должны пересмотреть решение по этому уголовному делу[10].
- Правовая помощь правозащитным организациям в Петербурге при взаимодействии с правоохранительными органами: «Солдатским Матерям Санкт-Петербурга», представителям Фонда борьбы с коррупцией, движению «Наблюдатели Петербурга». В 2015 году удалось добиться прекращения дела директора петербургского Института региональной прессы Анны Шароградской, против которой выдвигались обвинения в экстремизме[11]. Позже благодаря работе юристов Команды 29 Верховный суд РФ отменил штраф Институту за отказ регистрироваться в реестре НКО — «иностранных агентов»[12].
- Дело о доступе к информации о судьбе Валленберга. Родственники шведского дипломата Рауля Валленберга, который был арестован сотрудниками «Смерша» и по официальной версии погиб от инфаркта в 1947 году в Лубянской тюрьме, пытаются добиться предоставления информации о нём из архивов Генпрокуратуры и ФСБ при поддержке юристов Команды 29[13].
- Дело Георгия Шахета. Георгий Шахет с 2017 года пытается получить доступ к уголовному делу своего деда Павла Заботина, расстрелянного в 1933 году, но в архивах ему каждый раз отказывают. Шахет первым из родственников нереабилитированных жертв репрессий дошел с кассацией до Верховного суда — и тот удовлетворил его жалобу. Теперь МВД обязано выдать Шахету материалы дела его деда[14].
- Дело информационного агентства «Время». Роскомнадзор признал его регистрацию СМИ недействительной, но юристы Команды помогли добиться отмены этого решения[15].
- Победа в деле жителей села Менчереп Кемеровской области. Их земли планировали передать частной компании «Стройпожсервис» для разработки угля. Основанием для этого стали приказы сибирского департамента по недропользованию. Жители села вместе с юристами Команды 29 обратились в суд с требованием отменить приказы о передаче земель и выиграли дело[16].
- Дело учёного Виктора Кудрявцева, которого обвинили в сборе сведений, составляющих гостайну. Сторона обвинения считает, что он передал секретные сведения о российском гиперзвуковом оружии бельгийскому институту гидродинамики им. фон Кармана. Адвокаты Команды 29 добились приостановления следствия до выздоровления Кудрявцева[17]. Дело прекращено в связи со смертью обвиняемого.

## Просветительская деятельность
Команда создала и поддерживает несколько проектов, посвященных реализации права граждан на доступ к информации: «Имеем право знать», «РосОтвет», «Открытое ЖКХ», «Муниципальная битва» и другие.
В 2015 году Команда 29 инициировала кампанию против засекречивания архивов советских органов госбезопасности. Созданная в поддержку кампании петиция собрала более 60 000 подписей.
Команда 29 выпустила несколько медиапроектов, содержащих правовые инструкции для активистов и широкого круга граждан. В рамках работы по противодействию росту закрытости государственных органов, Команда запустила «Хроники закрытости» — хронологию фактов роста государственной закрытости в России на протяжении последнего президентского срока Владимира Путина.
Журналисты Команды 29 пишут материалы о судьбах подзащитных и дают советы о том, как выжить в современной России. Они выпустили спецпроект «Принуждение к лояльности», в которой рассказали, как власти преследуют активистов и независимых журналистов. Каждую вторник у Команды 29 выходит подкаст «Прецедент России» или «Россия закрывается», а по четвергам — интервью с известными журналистами, правозащитниками и критиками о политике, протестах и жизни в стране.

## Роспуск
В июле 2021 года Роскомнадзор заблокировал сайт «Команды 29» на том основании, что он «содержит информационные материалы иностранной или международной неправительственной организации, деятельность которой признана нежелательной на территории Российской Федерации». «Команду 29» отождествляют с зарегистрированной в Чехии организацией Společnost Svobody Informace, деятельность которой признана Генпрокуратурой России нежелательной. 
После этого «Команда 29» приняла решение о закрытии из-за претензий Роскомнадзора и прокуратуры. Также будут удалены все медиапроекты и архив команды.
Адвокаты организации помогали «Медузе» и ФБК, а также вели дело журналиста Ивана Сафронова.
8 ноября 2021 года сотрудники бывшей организации, среди которых Иван Павлов, Валерия Ветошкина, Елена Скворцова, Максим Оленичев и Максим Заговора были внесены Министерством юстиции РФ в реестр СМИ — «иностранных агентов».
20 декабря 2021 года Иваном Павловым и его коллегами был создан новый правозащитный проект «Первый отдел».